# 圣玛利亚玛达肋纳堂 (塞维利亚)

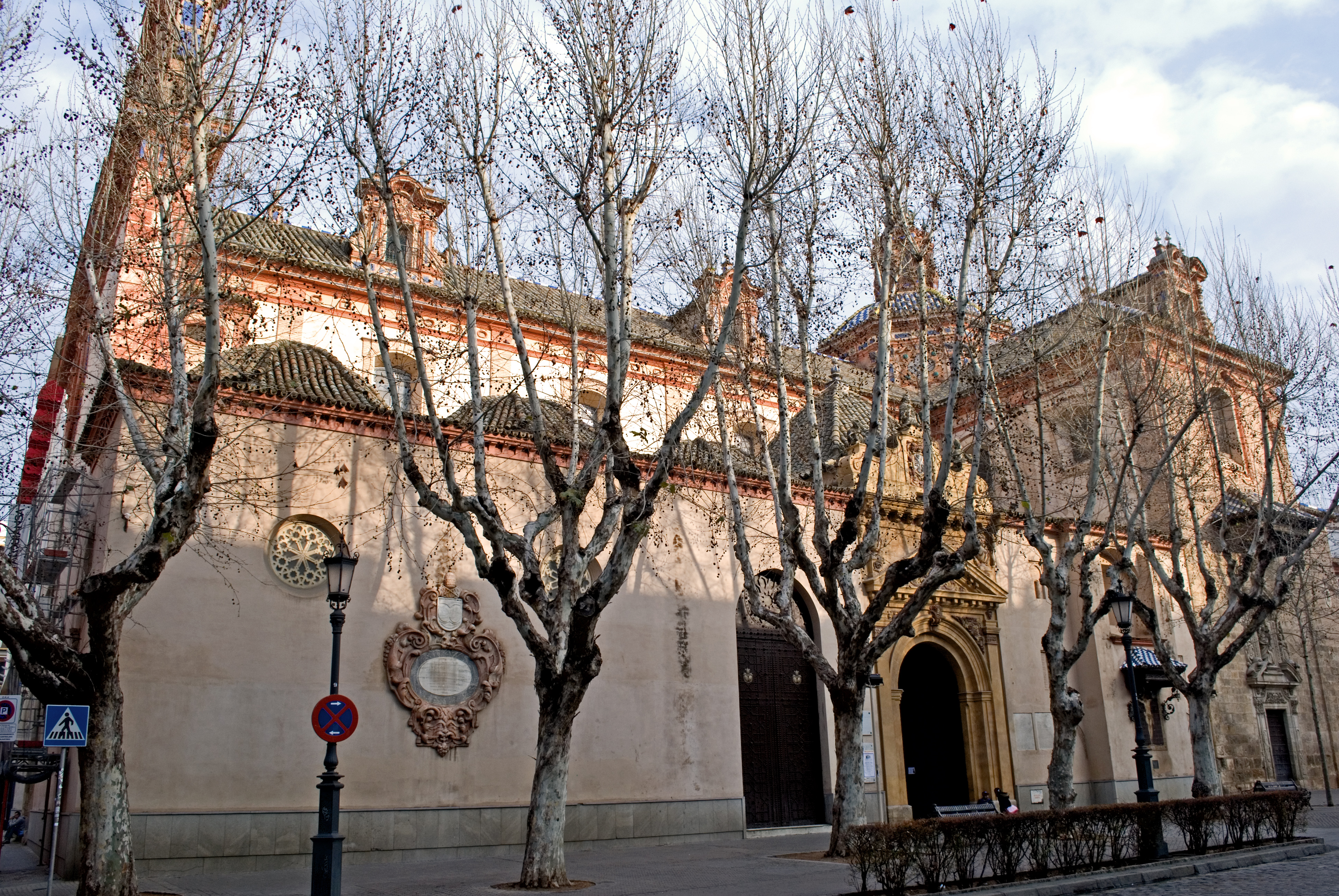
圣玛利亚玛达肋纳堂

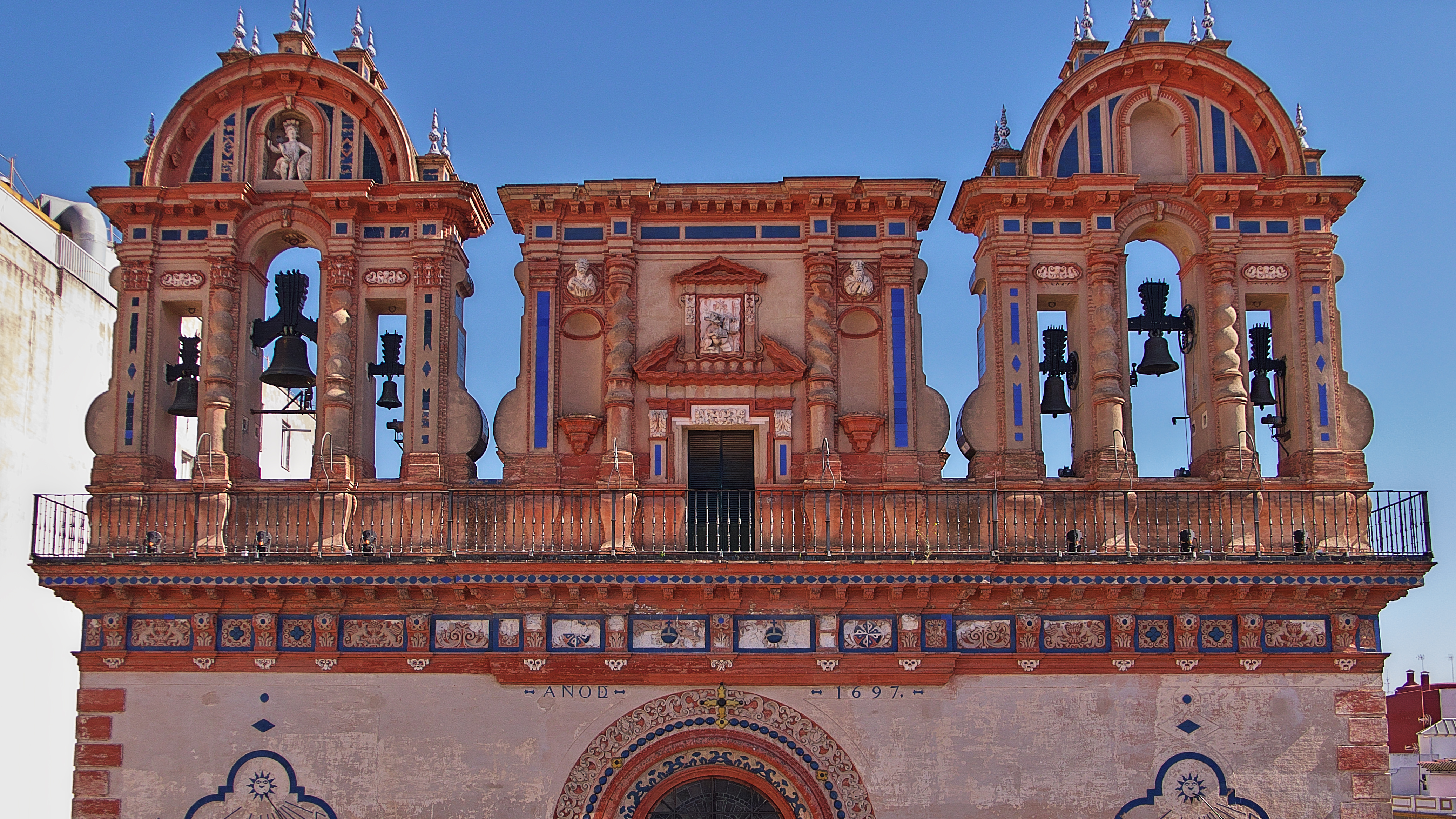
立面

圣玛利亚玛达肋纳堂（西班牙语：Iglesia de Santa María Magdalena）是一座罗马天主教堂区教堂，巴洛克建筑风格，位于西班牙南部城市塞维利亚。该堂建于1691-1709年，由建筑师莱昂纳多·德·菲格罗亚（Leonardo de Figueroa）设计。它是参加塞维利亚著名的宗教游行的各种善会（hermandades）的所在地。
1970年，该堂公布为西班牙文化财产。

## 历史
圣玛利亚玛达肋纳堂是为多明我会的圣保禄修道院（Convento de San Pablo el Real）而建，以取代一座中世纪建筑，后者可以追溯到1248年基督教君主费尔南多三世收复这座城市之初。修道院在19世纪关闭，于是圣玛利亚玛达肋纳堂成为一座堂区教堂。

## 建筑
立面有三个门，其中一个门上有佩德罗·罗尔丹（Pedro Roldán）的雕塑圣多明我。入口上方是一个穹顶，两侧是两个蓝色球体，象征玫瑰经奥迹，以及钟形山墙（bell-gable，1697）。教堂的外部大量使用蓝色和红色装饰图案。内部有一个中殿和两个侧廊（aisle），一个耳堂（transept）和五个小堂，包括旧建筑中唯一剩下的一座小堂，即第五善会（Hermandad de la Quinta Angustia）和一个司祭席（presbytery）。中殿上方为八角形穹顶，其外部装饰着类似印加帝国印第安人的 fugres。教堂内部拥有丰富的巴洛克式装饰，包括粉饰灰泥和铜鎏金。耶稣甜美之名（Dulce Nombre de Jesús）小堂有罗尔丹的另一件作品，以及热罗尼莫·埃尔南德斯（Jerónimo Hernández）的“基督重生”。正祭台为巴洛克风格（18世纪），有佩德罗·杜克和科尔内霍（Pedro Duque y Cornejo）和弗朗西斯科·德奥坎波（Francisco de Ocampo）的雕塑，祭坛后架有胡安·德梅萨（Juan de Mesa）的圣母升天。其他艺术品包括卢卡斯·巴尔德斯（Lucas Valdés）的湿壁画和弗朗西斯柯·德·苏巴朗的两幅油画。 

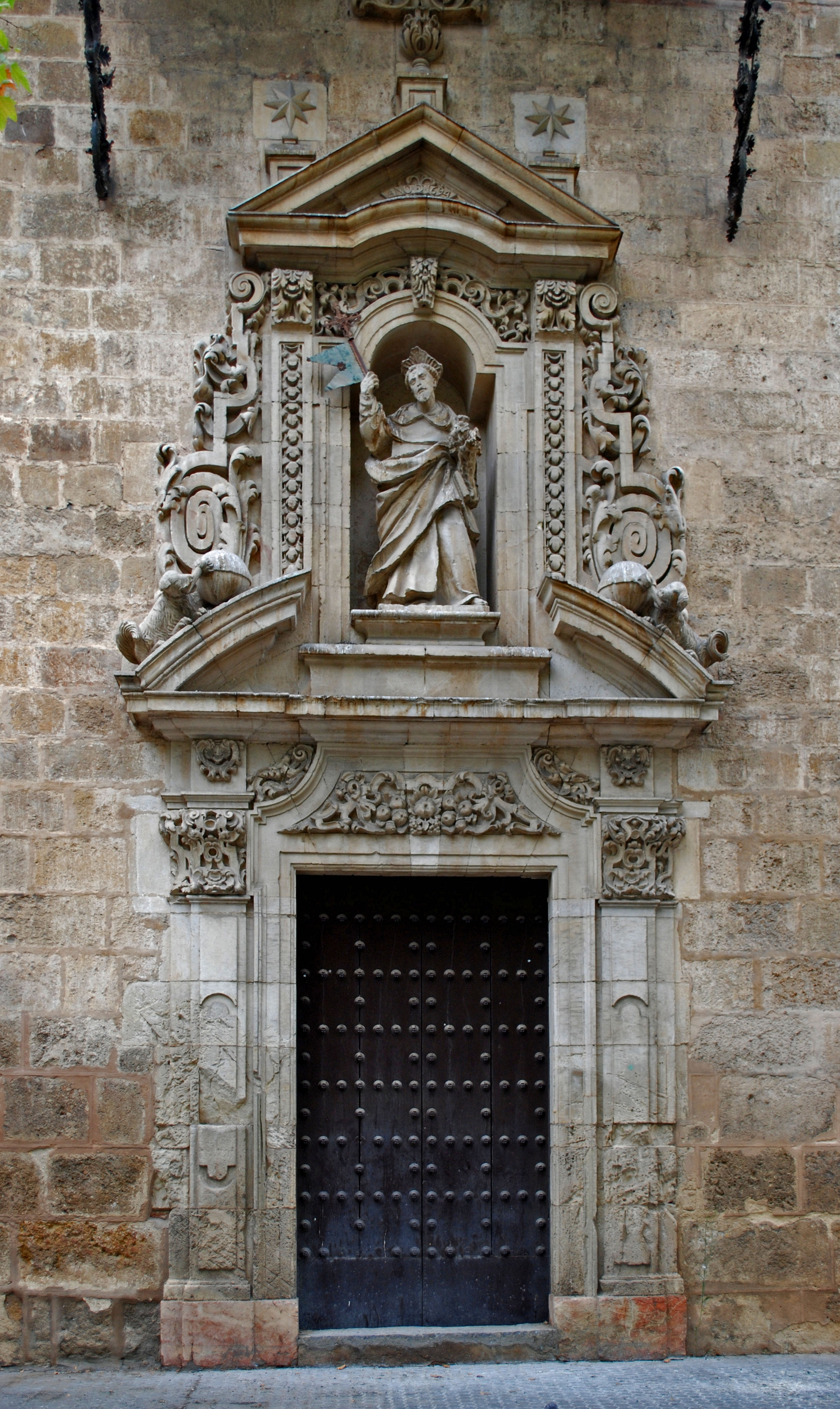
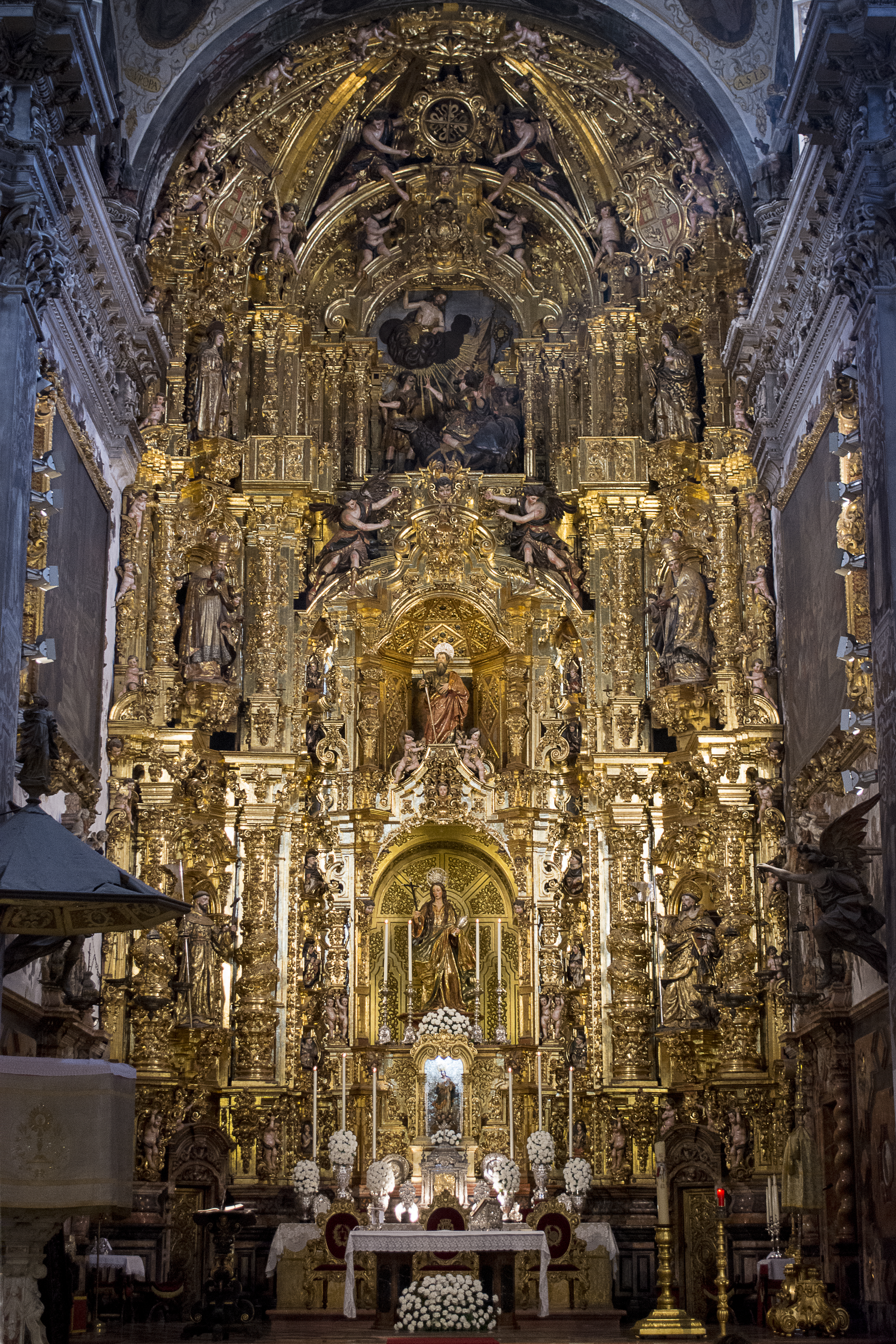
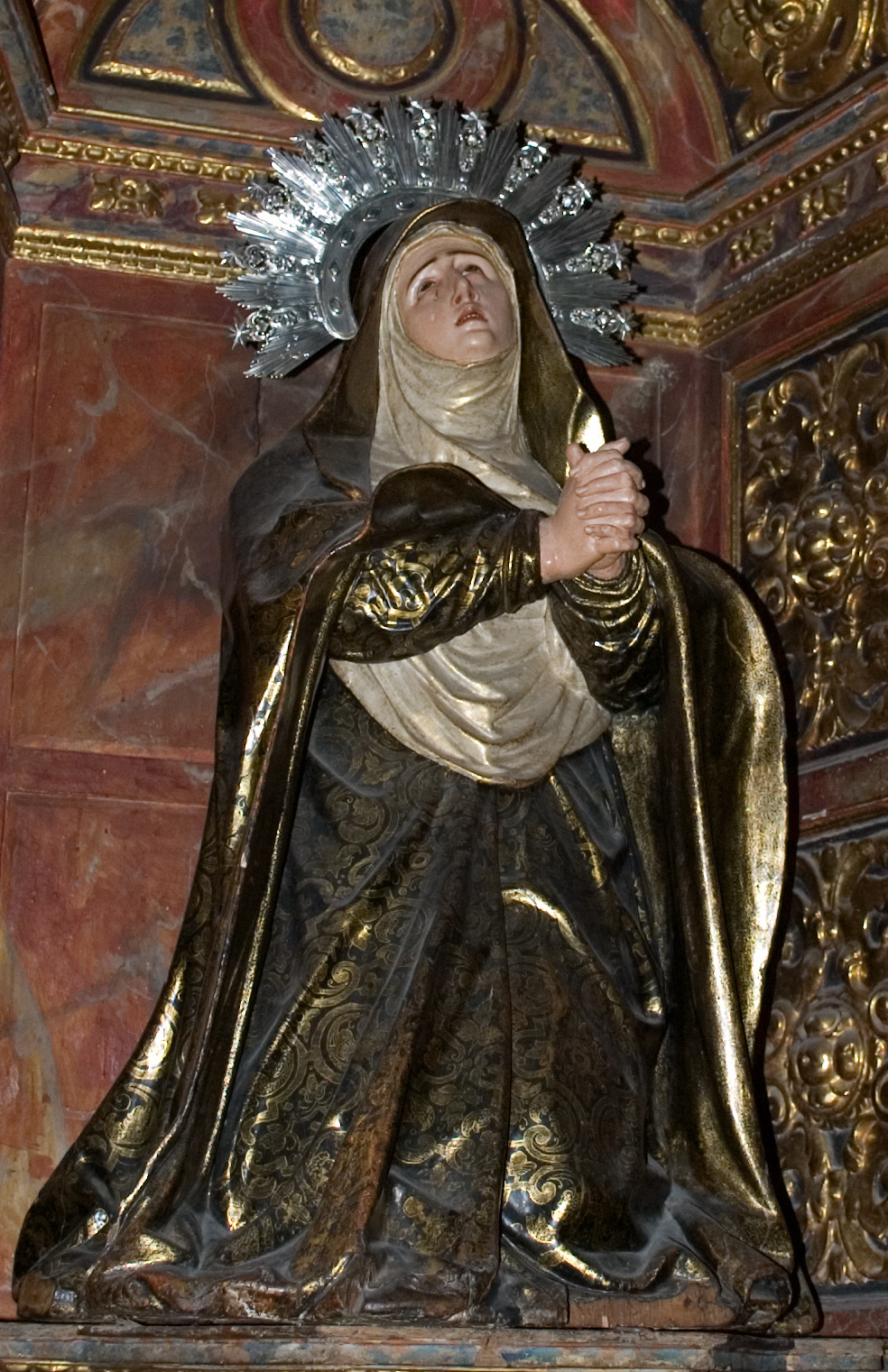
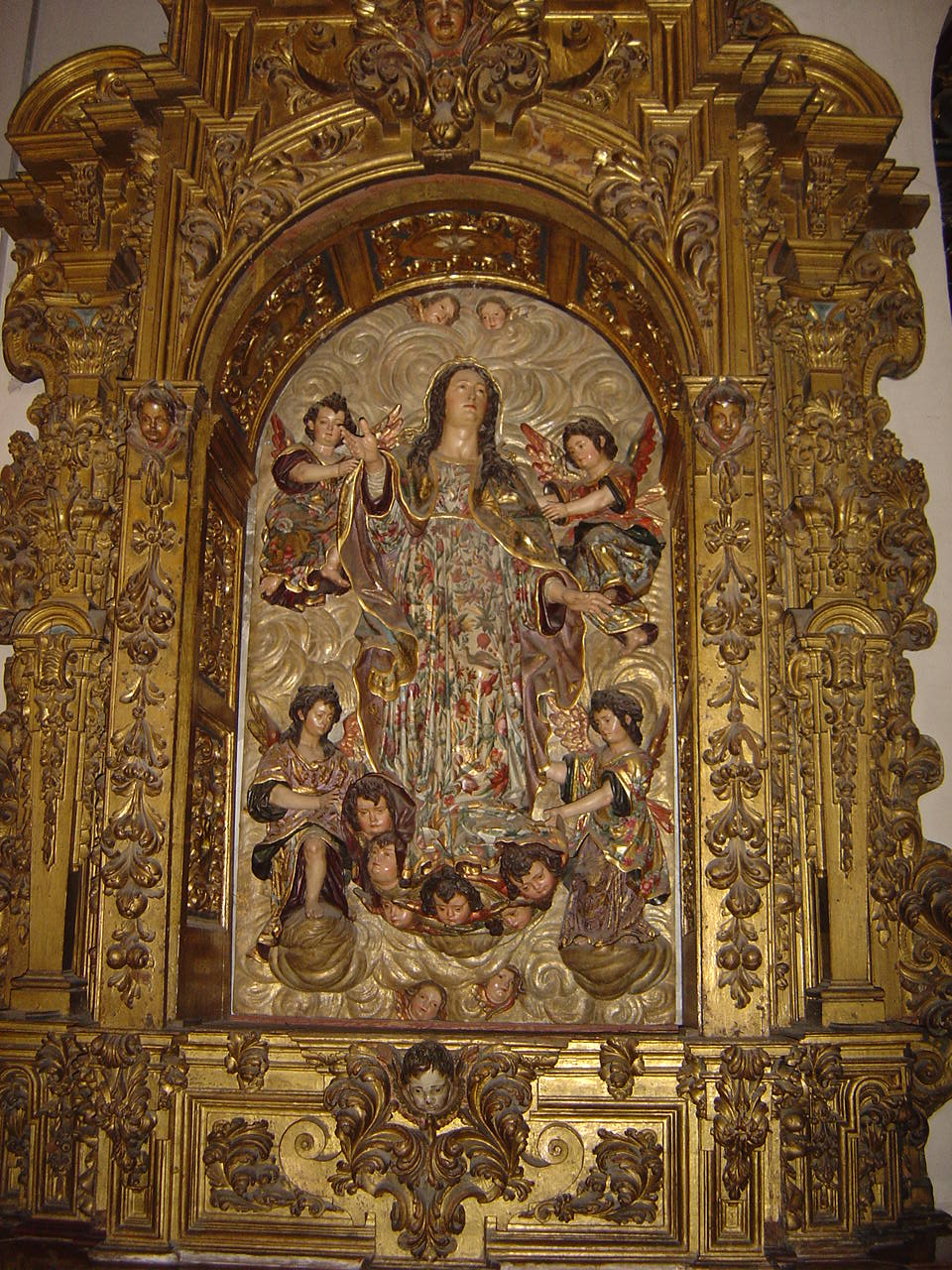
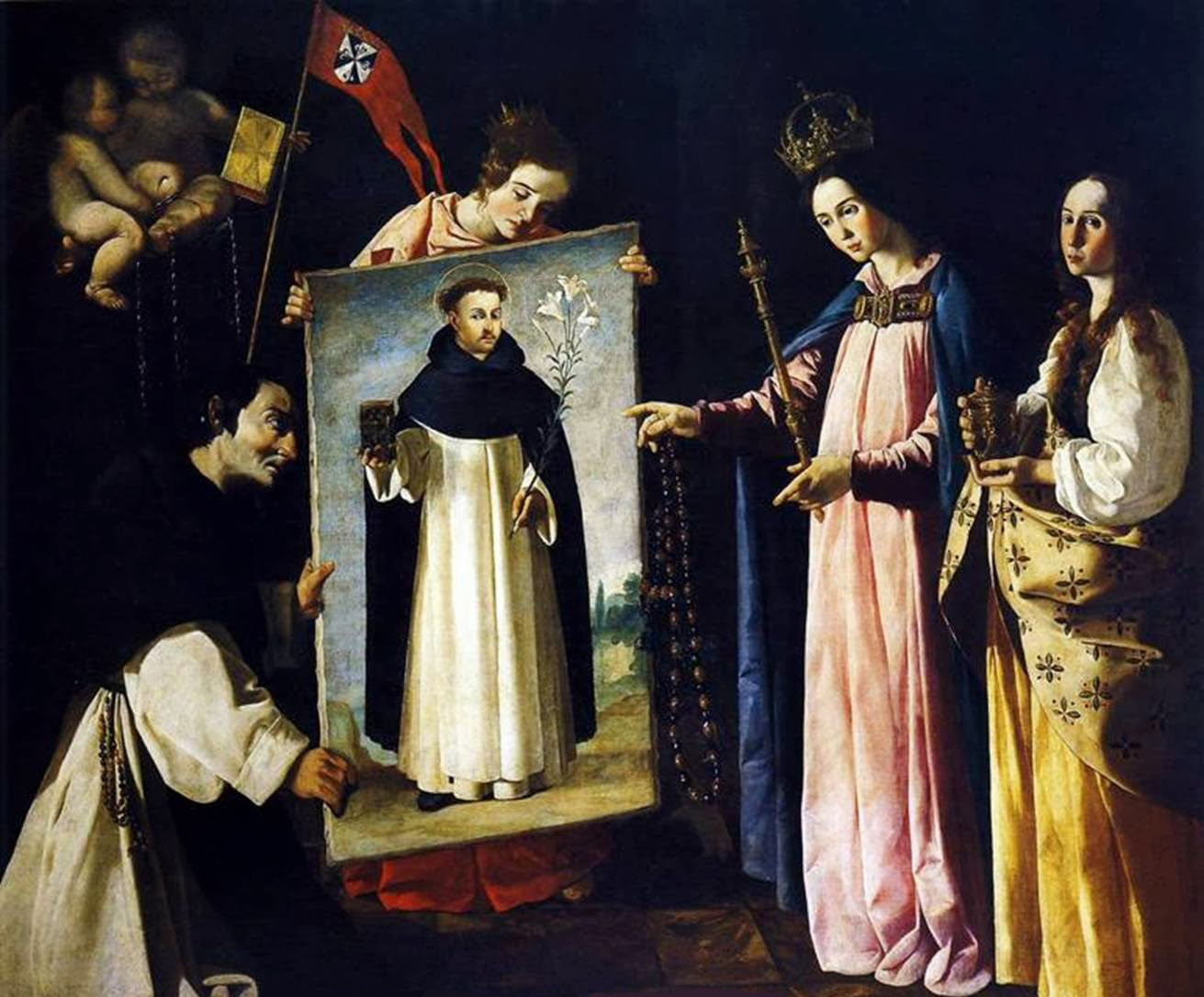
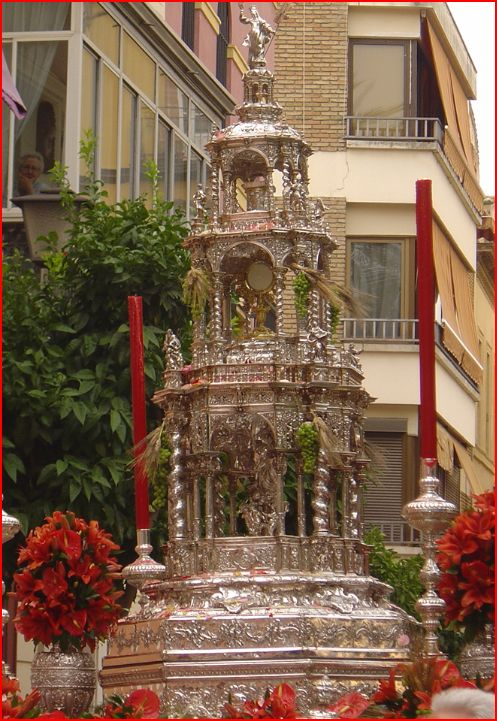

37°23′25″N 5°59′55″W / 37.39028°N 5.99861°W